# کفشک‌ماهی
کَفشَک‌ماهی‌سانان (Pleuronectiformes) یکی از راسته‌های ماهیان از رده ماهیان پرتوباله (Actinopterygii) هستند. پرتوباله‌ها را دگرتنان (Heterosomata) نیز نامیده‌اند که گاه به عنوان زیررده‌ای از سوف‌ماهی‌سانان نیز رده بندی شده است. در بسیاری از گونه‌های کفشک ماهی هردو چشم در یک طرف سر قرار دارند. در طی رشد، یکی از چشمهای آنها از یک سو به سوی دیگر سر می‌کوچد. برخی گونه‌های این ماهی تنها پهلوی چپ خود را رو به بالا نگه می‌دارند و برخی تنها پهلوی راست و برخی هردو پهلو را. آن گونه‌هایی که تنها یک پهلو را رو به بالا نگه می‌دارند پهلوی دیگر خود را همیشه رو به کف دریا نگه می‌دارند. یکی از معروفترین گونه کوشک‌ماهیان، پهن‌ماهی نام دارد.

## گونه‌ها و گروه‌های گونه‌ای
- خالپوش‌ماهی
- چرم‌ماهی
- لکه‌ماهی
- کفشک (ماهی)
- لوزی‌ماهی
- افسرده‌ماهی
- صاف‌ماهی
- ماهی حلوا
- زبان‌گاوماهیان
- سپرماهی